# Centre d'Estudi pel Desenvolupament
Centre d'Estudi pel Desenvolupament (Centro de Estudo para o Desenvolvimento) és un dels quatre campus de la Universitat de São Tomé i Príncipe. Està situat a la vila de Piedade, a l'oest de la capital São Tomé en l'àrea suburbana. La universitat ofereix cursos agrícoles.

## Història
El col·legi va ser fundat per la UNESCO i l'Associació Nacional de Cooperació Italiana i Nuova Frontiera en juny de 1988 com a Centro de Aperfeiçoamento Técnico Agropecuário, CATAP), i fou convertit en un centre piscícola. sota el nom de Centre d'Estudi pel Desenvolupament amb vocació per a científics agro-nutricionals.

## Cursos
Pel gener de 2017 només oferia cursos d'agronomia. És l'únic centre que només ofereix cursos tècnics a l'àrea agrícola.